# Da Manuela a Pensami
Da Manuela a Pensami è un album-raccolta di Julio Iglesias, uscito in doppio LP nel 1978 e contenente una selezione di brani (in gran parte in lingua italiana) del cantante spagnolo tratta dagli album Manuela (1975), Se mi lasci non vale (1976) e Sono un pirata, sono un signore  (1978).

## Descrizione
L'album – che nel 33 giri originale reca come titolo completo la dicitura Julio Iglesias – vol. I: Da Manuela a Pensami (in previsione, evidentemente, di un Julio Iglesias – vol. II, che non risulta essere poi mai uscito) – prende il nome da due tra le canzoni più famose di Julio Iglesias, vale a dire  Manuela (uscita nella versione in lingua spagnola nel 1974) e Pensami (versione in lingua italiana di  Júrame , celebre canzone scritta negli anni venti dalla compositrice messicana María Grever ed interpretata da numerosi cantanti).
Contiene inoltre altri brani celebri del cantante spagnolo come Se mi lasci non vale , Sono un pirata, sono un signore (versione in lingua italiana di Soy un truhán, soy un señor), Anima ribelle, Da quando sei tornata (cover in lingua italiana di Desde que tú te has ido, un celebre brano composto dalla cantautrice spagnola Cecilia, scomparsa prematuramente e tragicamente nel 1976, ed inciso anche dai Mocedades), e canzoni popolari quali Guantanamera e Caminito.
Produttori dell'album, uscito su etichetta CBS e distribuito da CGD Messaggerie Musicali, furono, oltre allo stesso Julio Iglesias, Manuel de La Calva e Ramón Arcusa, e, per l'Italia, Gianni Belfiore.

## Tracce (33 giri)

### Disco 1
Lato 1:
1. Manuela  (D. Pace – M. Alejandro – A. Magdalena; Ed. Ariston) 3.21
2. Da quando sei tornata (Desde que tú te has ido) (M. Coppola – Cecilia; Ed. Ariston) 3:04
3. Bimba (R. Arnaldi – M. Alejandro – A. Magdalena; Ed. Ariston) 4:00
4. Quella di sempre (A. Salerno – M. Alejandro – A. Magdalena; Ed. Ariston) 3:28
5. Caminito  (G. Coria Peñaloza – J. de D. Filiberto; Ed. Jesús Garzón) 3:30

Lato 2:
1. Se mi lasci non vale (L. Rossi – G. Belfiore; Ed. Ariston) 3:00
2. A Eleonora perché è un fiore (G. Belfiore – Livi; Ed. Intersong) 4:00
3. Anima ribelle (G. Belfiore – J. Iglesias – R. Ferro; Ed. Ariston) 3:16
4. Non rimane che un addio (M. Coppola – R. Ferro - J. Iglesias – Cecilia; Ed. Ariston) 3:34
5. Solamente una vez (A. Lara; Ed. Southern Music) 3:37

### Disco 2
Lato 3:
1. Sono un pirata, sono un signore  ( Soy un truhán, soy un señor ) (G. Belfiore – De La Calva – R. Arcusa – J. Iglesias; Ed. April Music) 2:58
2. Un amore a matita (G. Belfiore – J. Iglesias   –  R. Ferro; Ed. Ariston) 3:02
3. Restiamo ancora insieme (G. Belfiore – R. Girado; Ed. Ego Musical) 4:03
4. Passar di mano (G. Belfiore – D. Daniel – S. Marti; Ed. Alfiere) 3:45
5. Guantanamera (J. Fernández – H. Angulo – P. Seeger; Ed. Quiriago/Essex) 3:45

Lato 4:
1. Pensami  (Júrame)  (G. Belfiore – María Grever; Ed. Grever Int./Jubal) 4:04
2. Piccole grandi cose (G. Calabrese – J. Iglesias   –  R. Ferro; Ed. Ariston) 3:41
3. La ragazza di Ypacarai (Recuerdos de Ypacarai) (G. Belfiore – Z. De Mirkin – D. Ortiz; Ed. Melodi) 3:59
4. Quel punto in più (G. Belfiore – J. Iglesias – Cecilia; Ed. Ariston) 2:52
5. De un mundo raro (José Alfredo Jiménez; Ed. Southern Music) 3:12

## Curiosità
- L'album è citato nella canzone Tromba presente nell'omonimo album degli Squallor.